# Mina Sato
Pour les articles homonymes, voir Sato.
Mina Sato (佐藤 水菜, Satō Mina), née le 7 décembre 1998à Chigasaki, est une coureuse cycliste japonaise, spécialiste des épreuves de vitesse sur piste.

## Biographie
En mai 2021, Mina Sato participe à la manche de Coupe des nations de Hong Kong, où elle se classe quatrième du tournoi de vitesse et du keirin.
Entrainée par Benoît Vêtu, elle se révèle en octobre 2021 lors des mondiaux sur piste organisés à Roubaix, où elle est vice-championne du monde du keirin et quatrième de la vitesse par équipes. Elle devient ainsi la première femme japonaise médaillée aux mondiaux de keirin, la discipline phare de son pays. L'année suivante, elle est à nouveau médaillée d'argent sur le keirin des mondiaux de Saint-Quentin-en-Yvelines.
Après des Jeux olympiques de 2024 décevants, où elle termine dixième en vitesse et treizième du keirin, elle annonce vouloir participer à des épreuves d'endurance sur piste lors des championnats nationaux.

## Palmarès

### Jeux olympiques
- Paris 2024
  - 10e de la vitesse individuelle

### Championnats du monde
| Édition / Épreuve              | Keirin | Vitesse par équipes | Vitesse individuelle |
| Roubaix 2021                   | Argent | 4e                  |                      |
| Saint-Quentin-en-Yvelines 2022 | Argent |                     |                      |
| Ballerup 2024                  | Or     |                     | Bronze               |

### Coupe des nations
- 2022
  - 2e du keirin à Milton
- 2023
  - Classement général du keirin
  - 1re du keirin à Jakarta
  - 1re du keirin au Caire
- 2024
  - 1re du keirin à Adélaïde
  - 2e de la vitesse individuelle à Adélaïde
- 2025
  - 3e du keirin à Konya

### Championnats d'Asie
- New Delhi 2022
  -  Médaillée d'or du keirin
  -  Médaillée d'argent de la vitesse par équipes
- Nilai 2023
  -  Médaillée d'or du keirin
  -  Médaillée d'argent de la vitesse
  -  Médaillée d'argent de la vitesse par équipes
- Nilai 2025
  -  Médaillée d'or de la vitesse
  -  Médaillée de bronze de la vitesse par équipes

### Jeux asiatiques
- Hangzhou 2022
  -  Médaillée d'or du keirin
  -  Médaillée d'or de la vitesse individuelle

### Championnats du Japon
- 2022
  -  Championne du Japon du 500 mètres
  -  Championne du Japon du keirin
  -  Championne du Japon de vitesse
  -  Championne du Japon de vitesse par équipes
- 2023
  -  Championne du Japon du 500 mètres
  -  Championne du Japon du keirin
  -  Championne du Japon de vitesse
  -  Championne du Japon de vitesse par équipes
- 2024
  -  Championne du Japon de vitesse